# Rathlin O'Birne Island
Rathlin O'Birne Island (engelska: Rathlin O’Birne Island, iriska: Reachlainn Uí Bhirn) är en ö i republiken Irland.   Den ligger i grevskapet County Donegal och provinsen Ulster, i den norra delen av landet, 220 km nordväst om huvudstaden Dublin. Arean är 0,66 kvadratkilometer.
Terrängen på Rathlin O'Birne Island är platt. Öns högsta punkt är 22 meter över havet. Den sträcker sig 1,2 kilometer i nord-sydlig riktning, och 1,0 kilometer i öst-västlig riktning.  Trakten runt Rathlin O'Birne Island består i huvudsak av gräsmarker.